# Mistrzostwa Świata w Kolarstwie Przełajowym 1950
1. Mistrzostwa Świata w Kolarstwie Przełajowym 1950 odbyły się w stolicy Francji - Paryżu, 3 marca 1950 roku. Rozegrano tylko wyścig mężczyzn w kategorii zawodowców.

## Medaliści
| Konkurencja:          | Złoto:     | Czas        | Srebro:        | Czas     | Brąz:        | Czas     |
| Klasyfikacja mężczyzn |            |             |                |          |              |          |
| Zawodowcy             | Jean Robic | 51:14 min h | Roger Rondeaux | + 0:00 m | Pierre Jodet | + 1:58 m |

## Szczegóły
| Medal | Zawodnik              | Narodowość | Czas      |
| ----- | --------------------- | ---------- | --------- |
|       | Jean Robic            | Francja    | 51:14 min |
|       | Roger Rondeaux        | Francja    | + 0:00    |
|       | Pierre Jodet          | Francja    | + 1:58    |
| 4     | Georges Meunier       | Francja    | + 2:47    |
| 5     | Nello Sforacchi       | Włochy     | ?         |
| 6     | Martin Metzger        | Szwajcaria | ?         |
| 7     | Sergio Toigo          | Włochy     | ?         |
| 8     | Georges Vandermeirsch | Belgia     | ?         |
| 9     | Roland Fantini        | Szwajcaria | ?         |
| 10    | Eugene Jacobs         | Belgia     | ?         |

## Tabela medalowa
| Miejsce | Państwo |   |   |   |   |
| ------- | ------- | - | - | - | - |
| 1.      | Francja | 1 | 1 | 1 | 3 |